# Santa María Teopoxco
Santa María Teopoxco är en kommun i Mexiko.   Den ligger i delstaten Oaxaca, i den sydöstra delen av landet, 270 km sydost om huvudstaden Mexico City.
Följande samhällen finns i Santa María Teopoxco:
- Tecuanapam
- Ayacuautla
- Guadalupe Victoria
- Tepec
- San Nicolás
- Los Duraznos
- Santa Cruz Ocotzocuautla
- Cinco Flores
- Loma Alta
- Altamira
- San José Chiapas
- Cerro de las Plumas